# Enver Redžić
Enver Redžić (4. května 1915 Stari Majdan, okres Sanski Most, Bosna a Hercegovina – 4. listopadu 2009 Sarajevo, Bosna a Hercegovina) byl bosenskohercegovský historik a pedagog bosňáckého původu.

## Život
Základní a střední školu dokončil v Bihaći. Na Filozofické fakultě Univerzity v Bělehradě roku 1940 dokončil obory germanistika, jugoslávská/jihoslovanská literatura historie. Mezi lety 1941 a 1945 se aktivně účastnil komunistického partyzánského hnutí, zasedal též v ZAVNOBiH a AVNOJ. V letech 1945–1946 byl místopředsedou Národně osvobozeneckého výboru v Bihaći, od 1946 do 1947 členem Okružního národního výboru v Banja Luce, nato mezi lety 1947 a 1948 byl tajemníkem Výboru pro vysoké školy, fakulty a vzdělávací instituce při Vládě Lidové republiky Bosny a Hercegoviny.
Od roku 1950 byl docentem předmětu Základy společenských věd na Filozofické fakultě Univerzity v Sarajevu, pak od 1952 ředitelem nakladatelství Svjetlost (Světlo) a konečně od 1961 ředitelem Ústavu pro studium dějin dělnického hnutí. V letech 1965–1972 byl šéfredaktorem časopisu Prilozi (Příspěvky), který tento ústav vydával. Roku 1972 odešel do penze.
Roku 1978 se stal dopisujícím a nato roku 1984 řádným členem Akademie věd a umění Bosny a Hercegoviny.
Enver zplodil dva syny, Fadila (*1946) a Zorana (*1948). Fadil se proslavil jako basista a skladatel v rockové kapele Indexi, Zoran zase jako basista v rockové kapele Bijelo dugme.

## Dílo
- Zašto se i kako marksizam bori protiv religije (Proč a jak marxismus bojuje proti náboženství, Sarajevo 1951, rozš. 1952)
- Društvo i kultura (Společnost a kultura, Sarajevo 1962)
- Prilozi o nacionalnom pitanju (Příspěvky k národnostní otázce, Sarajevo 1963)
- Tokovi i otpori (Proudy a protiproudy, Sarajevo 1970)
- Austromarksizam i jugoslovensko pitanje [doktorská disertace, Sarajevo 1974] (Austromarxismus a jugoslávská otázka, Beograd 1977)
- Ajša Sadiković Iška: prilog etičkom liku jedne revolucionarne generacije (Ajša Sadikovićová Iška: příspěvek k etickému charakteru jedné revoluční generace, Sarajevo 1979)
- Tradicija i socijalizam (Tradice a socialismus, Beograd 1980)
- Jugoslovenski radnički pokret i nacionalno pitanje u Bosni i Hercegovini (1918–1941) (Jugoslávské dělnické hnutí a národnostní otázka v Bosně a Hercegovině 1918–1941, Sarajevo 1983)
- Revolucija i jugoslavenska misao (Revoluce a jugoslávská myšlenka, Sarajevo 1986)
- Muslimansko autonomaštvo i 13. SS divizija: autonomija Bosne i Hercegovine i Hitlerov Treći Rajh (Muslimské autonomistické hnutí a 13. SS divize: autonomie Bosny a Hercegoviny a Hitlerova Třetí říše, Sarajevo 1987)
- Istorijski pogledi na vjerske i nacionalne odnose u Bosni i Hercegovini (Historické pohledy na náboženské a národnostní vztahy v Bosně a Hercegovině, Sarajevo 1993), poté jako Historijski pogledi na vjerske i nacionalne odnose u Bosni i Hercegovini (Sarajevo 2005)
- Bosna i Hercegovina 1941–1945. u njemačkim i italijanskim dokumentima (Bosna a Hercegovina 1941–1945 v německých a italských dokumentech, Sarajevo 1996)
- Bosna i Hercegovina u Drugom svjetskom ratu (Bosna a Hercegovina v druhé světové válce, Sarajevo 1998)
- Sto godina muslimanske politike: u tezama i kontraverzama istorijske nauke: geneza ideje bosanske, bošnjačke nacije (Sto let muslimské politiky: v tezích a kontroverzích historické vědy: geneze myšlenky bosenského, bosňáckého národa, Sarajevo 2000)
- Pogledi iz antiistorije (Pohledy z antihistorie, Sarajevo 2001)
- Anto Babić: čovjek i djelo (1899–1974) (Anto Babić: člověk a dílo, 1899–1974, Sarajevo 2001)
- Hamdija Kapidžić: naučnik i pedagog (Hamdija Kapidžić: vědec a pedagog, Sarajevo 2003)
- Pola stoljeća Akademije nauka i umjetnosti Bosne i Hercegovine (1952–2002) (Půl století Akademie věd a umění Bosny a Hercegoviny 1952–2002, Sarajevo 2004)
- Moje životne dionice (Mé životní úseky, Sarajevo 2008), memoáry